# Atractus melas
Atractus melas – gatunek węża z rodziny połozowatych (Colubridae), występujący w północno-zachodniej Ameryce Południowej.
Jest to endemit Kolumbii, występujący na niewielkim obszarze zachodnich stoków Kordyliery Zachodniej w zakresie wysokości od 80 do 300 m n.p.m. od Corregimiento de Guayabal w departamencie Chocó do miejscowości Juntas w departamencie Valle del Cauca. Obszar występowania tego gatunku jest szacowany na 5000 km². Jego habitatem jest las deszczowy. Atractus melas różni się od innych węży z rodzaju Atractus tym, że zarówno łuski grzbietowe, jak i łuski brzuszne są całe czarne.